# Liste der Einkaufszentren in Thüringen
Diese Liste der Einkaufszentren in Thüringen enthält die Einkaufszentren in Thüringen mit einer minimalen Gesamtfläche von 10.000 m2.
| Name                                  | Ort                  | Innenstadt- lage | Eröffnungs- jahr | Mietfläche in m² | Gesamtfläche in m² | Hauptmieter                        |
| ------------------------------------- | -------------------- | ---------------- | ---------------- | ---------------- | ------------------ | ---------------------------------- |
| PEP Eisenach                          | Eisenach-Hötzelsroda | nein             | 1994             | 39.000           | 40.000             | Kaufland, toom Baumarkt            |
| Anger 1                               | Erfurt-Altstadt      | ja               | 2000             | 23.000           | 28.000             | Galeria, Saturn, REWE              |
| Thüringen Park                        | Erfurt-Gispersleben  | nein             | 1995             | 26.000           | 32.000             | Media-Markt, Kaufland, C&A         |
| T.E.C. Erfurt                         | Erfurt-Daberstedt    | nein             | 1996             | 32.000           | 32.000             | real, Media-Markt, Decathlon       |
| Amthor-Passage                        | Gera-Mitte           | ja               | 2000             | 8.246            |                    | KiK, Woolworth                     |
| Otto-Dix-Passage (vorm. Elster Forum) | Gera-Mitte           | ja               | 2003             | 13.267           | 14.650             | Pfennigpfeiffer, Fit/One, Rossmann |
| Gera Arcaden                          | Gera-Mitte           | ja               | 1998             | 30.697           | 36.000             | C&A, Kaufland, TK Maxx             |
| Bieblach-Center                       | Gera-Bieblach        | nein             | 1994             | 17.928           | 18.100             | Kaufland, Roller                   |
| Goethe Galerie                        | Jena-Zentrum         | ja               | 1996             | 28.371           | 28.600             | SiNN, Media-Markt, Woolworth       |
| Neue Mitte Jena                       | Jena-Zentrum         | ja               | 2003             | 15.000           | 35.000             | REWE, Thalia, Aldi                 |
| Wiesencenter                          | Jena-Zentrum         | ja               | 2021             | 11.337           | 33.000             | Edeka, Decathlon, Gold's Gym       |
| Burgaupark                            | Jena-Burgau          | nein             | 1995             | 23.806           | 33.100             | REWE, MediMax, FitX, Rusta         |
| Burggalerie                           | Mühlhausen           | ja               | 1998             | 6.400            | 10.800             | Expert Herfag, Woolworth, Rossmann |
| Südharz-Galerie                       | Nordhausen           | ja               | 1995             | 18.836           | 22.000             | C&A, expert Herfag                 |
| Echte Nordhäuser Marktpassage         | Nordhausen           | ja               | 2014             | 13.000           | 26.800             | Media-Markt, REWE, H&M             |
| Lauterbogen-Center                    | Suhl                 | ja               | 1996             | 8.321            | 13.000             | REWE, New Yorker                   |
| Weimar Atrium                         | Weimar               | ja               | 2005             | 19.203           | 38.700             | Herkules, C&A, Saturn              |
| Classic-Center-Weimar                 | Weimar-Schöndorf     | nein             | 1994             | 15.435           | 19.000             | REWE, toom Baumarkt, Woolworth     |